# David Saint-Jacques
David Saint-Jacques sinh ngày 6 tháng 1 năm 1970 tại Québec, Canada, là nhà du hành vũ trụ thuộc Cơ quan Vũ trụ Canada. Được tuyển chọn năm 2009, ông thuộc nhóm du hành vũ trụ 20 của NASA. Ông cũng là thầy thuốc, nhà vật lý thiên văn và kỹ sư vật lý.

## Tiểu sử

### Học tập
Sinh tại Québec, ông lớn lên ở Saint-Lambert, vùng ngoại ô Montréal. Năm 1993, ông tốt nghiệp kỹ sư kỹ thuật vật lý tại Trường Đại học Bách khoa Montréal, và năm 1998 hoàn tất bậc tiến sĩ ngành vật lý thiên văn tại Đại học Cambridge. Các nghiên cứu của ông tập trung vào quan sát vũ trụ và thiết kế, sản xuất những dụng cụ viễn vọng. Ông đã thực hiện nghiên cứu sau đại học về việc phát triển loại giao thoa kế hồng ngoại Mitaka tại Nhật Bản và phát triển hệ thống quang học của kính viễn vọng Subaru tại Hawaii. Năm 2005, ông nhận bằng bác sĩ y khoa của Đại học Laval. Ông hoàn tất nội trú tại Đại học McGill về chuyên khoa y học tuyến đầu ở vùng xa.

### Sự nghiệp

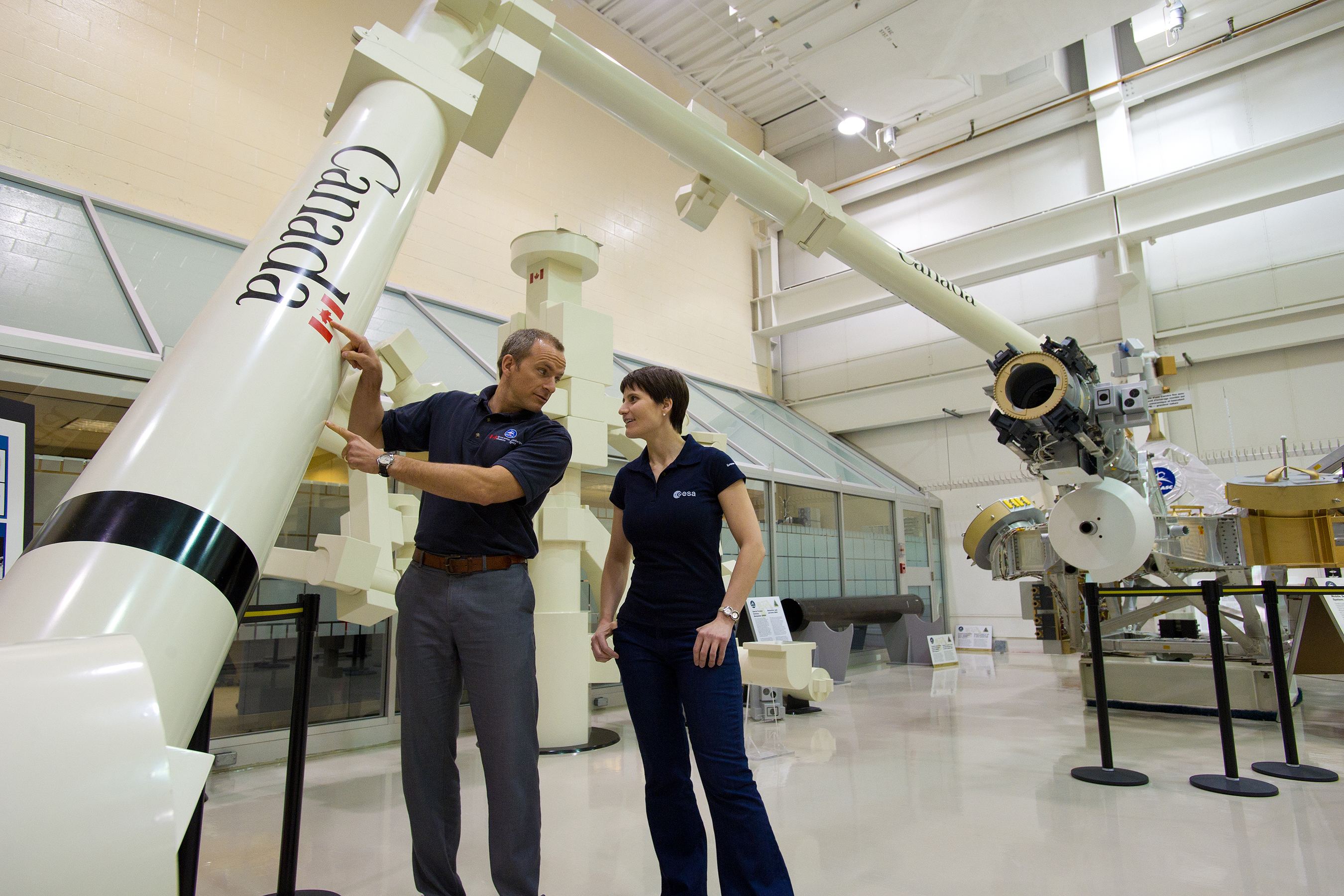
Hai nhà du hành vũ trụ David Saint-Jacques và Samantha Cristoforetti bên cạnh một mô hình của Cánh tay Canada.

Với tư cách là thầy thuốc, Saint-Jacques từng làm việc tại Trung tâm y tế Inuulitsivik thuộc Puvirnituq, ở Nunavik. Ông cũng đảm nhiệm giảng dạy lâm sàng cho sinh viên y khoa của trường McGill đi thực tập ở địa phương đó.
Tháng 5 năm 2009, ông được Cơ quan Vũ trụ Canada tuyển chọn làm nhà du hành vũ trụ cùng với Jeremy Hansen trong số hơn 5000 ứng viên. Ông chuyển đến Houston để gia nhập lớp du hành vũ trụ thứ 20 của NASA. Năm 2011, ông được bổ nhiệm vào nhóm kỹ thuật robot thuộc Đoàn các nhà du hành vũ trụ.
Ngày 16 tháng 5 năm 2016, Cơ quan Vũ trụ Canada thông báo là ông sẽ tham gia nhiệm vụ bay đến Trạm Vũ trụ Quốc tế vào tháng 11 năm 2018.
Ông phải xuất phát ngày 3 tháng 12 năm 2018 từ căn cứ Baikonur cho sứ mệnh thứ 58 kéo dài khoảng sáu tháng trong không gian và bay đến Trạm Vũ trụ Quốc tế cùng với một nhà nữ du hành vũ trụ người Mỹ và một nhà du hành vũ trụ người Nga.

### Cuộc sống riêng
Ông đã có vợ và ba người con. Ông thực hành môn leo núi, đi bộ đường dài, đạp xe, trượt tuyết và thuyền buồm. Ông có bằng lái máy bay thương mại. Ông nói thông thạo tiếng Pháp và tiếng Anh, và hiểu biết các tiếng Nga, Tây Ban Nha và tiếng Nhật.

### Bài có liên quan
- Cơ quan Vũ trụ Canada
- Trạm Vũ trụ Quốc tế